# George Kemp (1er baron Rochdale)
Pour les articles homonymes, voir Kemp.
George Kemp, 1er baron Rochdale (9 juin 1866 - 24 mars 1945) est un homme politique, soldat, homme d'affaires et joueur de cricket britannique.

## Éducation et carrière commerciale
Kemp est né à Beechwood, Rochdale, Lancashire, et fait ses études dans les écoles Shrewsbury et Mill Hill. Inscrit au Balliol College d'Oxford en 1883, à l'âge de 16 ans, Kemp est transféré au Trinity College de Cambridge en 1884, où il obtient un BA en tripos classiques en 1888. En affaires, Kemp se lance dans l'industrie de la laine pour finalement devenir président de Kelsall & Kemp, fabricants de flanelle.

## Cricket
De 1885 à 1892, Kemp joue au cricket de première classe pour le Lancashire et l'Université de Cambridge. Batteur, il marque trois siècles tous contre le Yorkshire - 109 dans le Roses Match, à Huddersfield, en 1885 alors qu'il est encore adolescent et 125 et 103 à 18 jours d'intervalle en 1886 à Fenner's et Sheffield respectivement. Pendant qu'il est à l'école de Shrewsbury, il joue dans un match de cricket du comté pour le Shropshire. Il est aussi, à l'université, un « Bleu » de tennis sur gazon.

## Politique
En 1895, il est élu député de Heywood en tant qu'unioniste-libéral. Il est Secrétaire parlementaire privé de William Ellison-Macartney, secrétaire parlementaire de l'Amirauté, jusqu'en janvier 1900, date à laquelle il démissionne pour servir pendant la seconde guerre des Boers. En 1904, avec Winston Churchill, Kemp fait partie d'un groupe de libres-échangistes conservateurs et libéraux unionistes qui traversent le parquet pour rejoindre les libéraux en réponse aux politiques de réforme tarifaire de Joseph Chamberlain. En 1909, il est fait chevalier pour ses services de guerre et aux élections générales de janvier 1910, il est élu député de Manchester Nord-Ouest, cette fois en tant que libéral. Kemp se trouve de plus en plus en décalage avec les actions du gouvernement libéral. Il s'oppose à la politique financière du chancelier libéral de l'Échiquier Lloyd George. Il s'oppose également au plaidoyer de Lloyd George pour le désétablissement gallois. Son opposition de longue date à l'Irish Home Rule n'a pas diminué et il s'oppose au projet de loi sur l'Irish Home Rule du gouvernement libéral. Comme il se sent toujours en décalage avec le plaidoyer des unionistes en faveur de la réforme tarifaire, il décide de se retirer de la Chambre des communes. Il déclare qu'il « détestait la politique ». Un an plus tard, il est élevé à la pairie en tant que baron Rochdale, de Rochdale dans le comté palatin de Lancaster.

## Carrière militaire
Kemp est capitaine du Duke of Lancaster's Own Yeomanry depuis juillet 1891. Au début de février 1900, Kemp se porte volontaire pour le service actif en Afrique du Sud pendant la seconde guerre des Boers. Il est nommé capitaine de l'Imperial Yeomanry de la 23e compagnie (le détachement Yeomanry du Duke of Lancaster's Own Yeomanry), pour faire partie du 8e Bataillon Imperial Yeomanry. Sa compagnie quitte Liverpool sur le SS Africa le 12 février et arrive au Cap le mois suivant. Pour son service, il est mentionné dans les dépêches. Il repart pour l'Afrique du Sud en mai 1902, comme lieutenant-colonel intérimaire commandant le 32e bataillon de l'Imperial Yeomanry, comprenant une section de mitrailleuses qu'il aide à lever. Le bataillon arrive peu de temps après la fin de la guerre par le traité de Vereeniging le 31 mai 1902 et ne participe à aucun combat. Kemp obtient l'autorisation de rentrer chez lui avant son régiment, et quitte Cape Town sur le SS Kildonan Castle à la fin de septembre 1902, arrivant à Southampton le mois suivant. Il renonce à sa commission avec l'Imperial Yeomanry et reçoit le grade honorifique de lieutenant-colonel dans l'armée le 12 octobre 1902.
Appelé à nouveau à la guerre en 1914, Lord Rochdale est lieutenant-colonel du 1st/6th Battalion, Lancashire Fusiliers, qui fait partie de la 125th (1/1st Lancashire Fusiliers) Brigade, et est temporairement Brigadier-general du 127th (1/1st Manchester) Brigade de la 42e division (East Lancashire) lors de la bataille de Gallipoli en 1915.

## Famille
Kemp épouse, le 5 août 1896, Beatrice Mary Egerton (1871–1966), troisième fille de Francis Egerton (3e comte d'Ellesmere). Lady Beatrice Kemp rejoint son mari en Afrique du Sud au début de 1900.
Ils ont trois enfants. Lord Rochdale est mort à Lingholm près de Keswick, Cumberland en 1945, âgé de 88 ans, et est remplacé par son fils aîné, John.